# Ktezije
Ktezije (grč. Κτησίας, Ktēsíās) je bio grčki liječnik i povjesničar iz 5. stoljeća pr. Kr. koji se rodio u Kindu u pokrajini Kariji. Radio je kao liječnik u službi perzijskog velikog kralja Artakserksa II., kojeg je pratio tijekom njegovog pohoda protiv pobunjenog brata Kira Mlađeg. Ktezije je pisao o Perzijskom Carstvu i Asiriji u svome djelu „Persica“ koje se sastoji od 23 knjige. Također, napisao je i djelo „Indica“ o drevnoj Indiji, za koje se pretpostavlja kako se temelji na perzijskim kraljevskim arhivima. Budući kako je živio na perzijskom kraljevskom dvoru, njegova djela predstavljaju najobjektivniji osvrt na povijest drevne Perzije, i stoga su često kontradiktorna s Herodotovom zbirkom „Povijesti“.

## Persica
Prvih šest knjiga govore o povijesti Asirije i Babilonije do stvaranja Ahemenidskog Perzijskog Carstva, dok se ostalih 17 knjiga nadovezuju na perzijsku povijest do 398. pr. Kr. Danas postoji samo skraćena verzija njegovih djela koje su prepisivali Focije I., Athenaeus, Plutarh, te posebno Diodor sa Sicilije čija se druga knjiga gotovo potpuno temelji na Ktezijevim djelima. Persica je izazvala brojne polemike u antičko i moderno doba, budući kako je često proturječila (pristranim) grčkim izvorima. Drevni povjesničari cijenili su opširnost djela i često su ga koristili da diskreditiraju Herodota, no istovremeno su tvrdili kako se njegovi radovi o asirskom dobu ne temelje na zapisima na klinastom pismu. Asirski satiričar Lucijan iz 2. stoljeća kritizirao je pak i Herodota i Ktezija.

## Indica
Ktezijeva djela o Indiji temelje se na perzijskoj perspektivi, pa „Indica“ opisuje psetolike i jednonoge ljude, grifone, jednoroge, te brojna druga mitološka bića. Od ovog djela također su sačuvani samo fragmenti, odnosno skraćeni prijepisi kasnijih autora.

## Vanjske poveznice
- Ktezije (Livius.org, Jona Lendering) Arhivirana inačica izvorne stranice od 1. veljače 2012. (Wayback Machine) - Osvrt na sve fragmente „Persice“ i „Indice“  Arhivirana inačica izvorne stranice od 1. studenoga 2016. (Wayback Machine)
- J. H. Freese: Persica (prijevod na engleski), 1920. Arhivirana inačica izvorne stranice od 16. srpnja 2012. (Wayback Machine)
- J. H. Freese: Indica (prijevod na engleski), 1920. Arhivirana inačica izvorne stranice od 14. listopada 2012. (Wayback Machine)
- Engleski prijevod „Persice“ (hum.ucalgary.ca)  Arhivirana inačica izvorne stranice od 5. ožujka 2009. (Wayback Machine)